# Anstiss Derby Rogers Wetmore
Anstiss Derby Rogers Wetmore è una scultura realizzata dallo scultore neoclassico statunitense Hiram Powers nel 1848. Questo busto fa parte delle collezioni dello Smithsonian American Art Museum di Washington. Nello stesso museo si trova anche un modello in gesso di quest'opera.

## Storia
Anstiss Derby Rogers era la figlia di John Wittingham Rogers e proveniva da Salem, nel Massachusetts. Nel 1843 circa, quando aveva ventuno anni, si sposò e divenne la seconda moglie di William Shepard Wetmore, un mercante novaiorchese. Nel 1846, tre anni dopo il loro matrimonio, Anstiss Derby Rogers e William S. Wetmore si trovavano in Italia e il marito commissionò all'artista Hiram Powers un ritratto della moglie. Il busto di Anstiss Wetmore venne scolpito ispirandosi a un'opera precedente che l'artista statunitense aveva realizzato nel 1844, la Proserpina, della quale esistono molte versioni.
Quando l'opera arrivò negli Stati Uniti nel 1849, la nudità dell'effigiata suscitò scalpore (dato che la società americana dell'epoca era molto legata al senso del pudore) e la famiglia Wetmore decise di non mostrare l'opera in pubblico. Tempo dopo, Anstiss Wetmore causò un altro scandalo quando lasciò suo marito e fuggì in Europa con un cocchiere. Ella morì nel 1889 e venne sepolta in un cimitero di Salem. Il suo busto rimase nell'attico della casa della famiglia Wetmore per parecchi anni, finché non venne riscoperto quando la casa venne affidata a una società per la conservazione del patrimonio. Fu donato da William e Abigail Gerdts al museo vasintoniano nel 2017.

## Descrizione

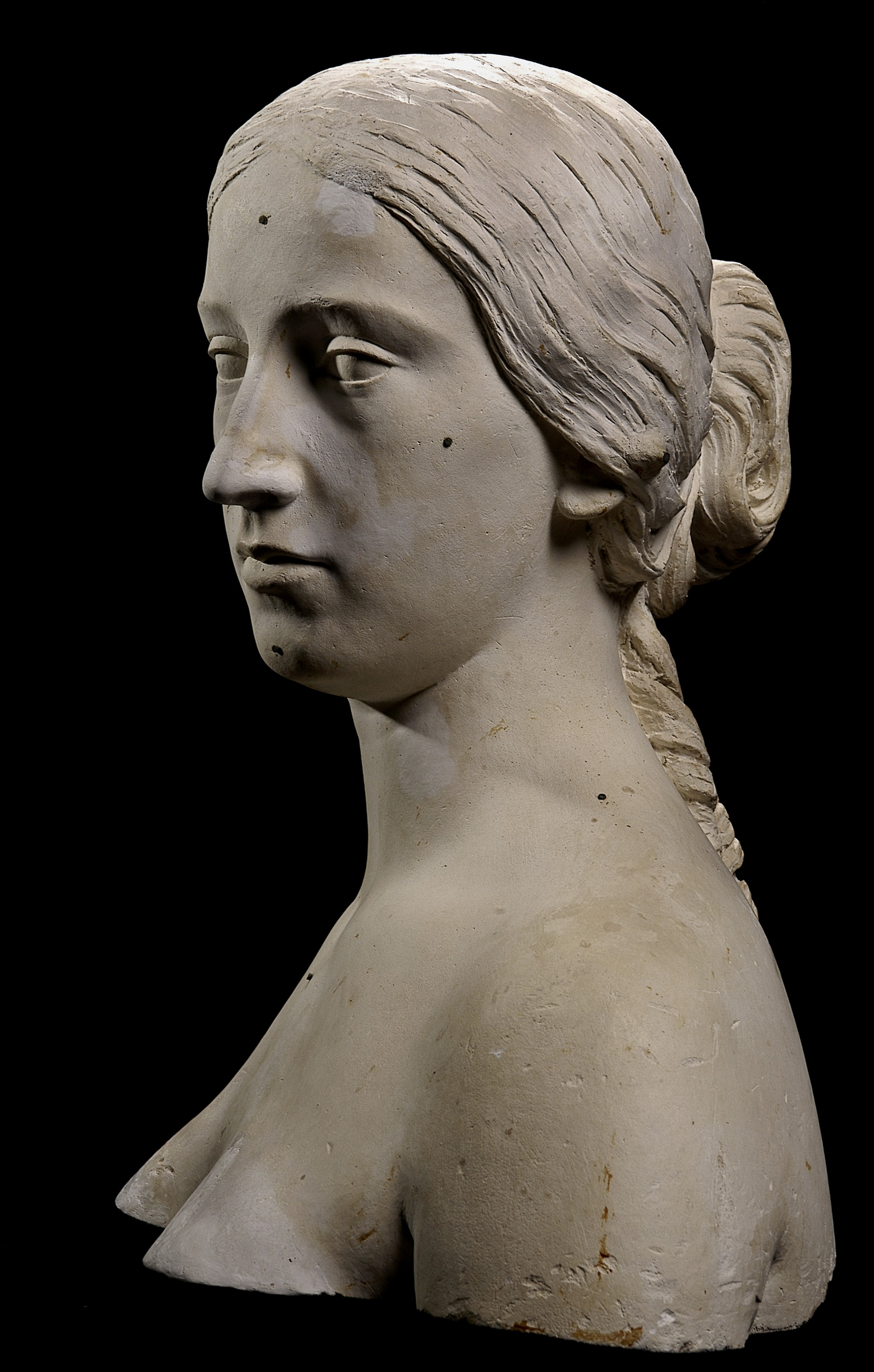
Il modello in gesso dell'opera.

Il busto raffigura Anstiss Derby Rogers Wetmore con la testa leggermente voltata e a petto nudo, proprio come il busto ideale della Proserpina del 1844. I capelli della donna sono raccolti sulla nuca, anche se qualche ricciolo le ricade all'inizio del dorso. Dal busto della Proserpina vengono riprese anche le foglie di acanto che separano il busto dalla base, e che erano presenti anche nel ritratto di Martha Endicott Peabody Rogers (la cugina di Anstiss), scolpito da Powers nel 1845. L'acanto era considerato tradizionalmente un simbolo dell'immortalità e si ricollegava alla storia di Proserpina, che poteva lasciare il mondo dei morti per tornare in quello dei vivi per alcuni mesi dell'anno. Con questo espediente, Anstiss Derby Rogers viene raffigurata come se fosse una dea neoclassica.
Questa scultura è un esempio delle libertà che si potevano prendere i mecenati statunitensi all'estero, in quanto Hiram Powers lavorava a Firenze, dove la rappresentazione della nudità nell'arte era più accettata che nella società americana di allora: infatti quando l'opera giunse nelle Americhe venne criticata, perché all'epoca era impensabile che una signora di un certo rango fosse raffigurata svestita, seppure parzialmente, in un'opera d'arte. Non si sa se questa scelta sia stata presa da Anstiss o dallo scultore: Richard Wunder riporta una lettera indirizzata all'artista di William S. Miller (un amico dei Wetmore), secondo la quale Anstiss Wetmore cercò di liberarsi dalle accuse di immodestia dicendo che fu lui a suggerire questa idea, e non ci è nota la risposta di Powers; William S. Miller, invece, non esitò ad affermare che la scelta era stata della stessa signora originaria della Nuova Inghilterra.